# Antonio del Val
Antonio del Val Ripoll (Elda, 13 de enero de 1839-Zamora, 7 de marzo de 1886) fue un filósofo, periodista y político español, primo de Emilio Castelar.

## Biografía
Se licenció en Filosofía y Letras y trabajó como catedrático de Lógica en un instituto de Madrid y de Historia de España y Literatura en la Universidad Central de Madrid. Colaboró en el diario La Democracia, fue redactor de El Globo y militó en el Partido Republicano Democrático Federal.
En las elecciones generales de agosto de 1872 se presentó como candidato a diputado por el distrito electoral de Denia, pero fue derrotado por Lorenzo Fernández Muñoz. Más suerte tuvo en las elecciones de 1873, en las que sí fue elegido por el distrito de Monóvar. Durante la Primera República fue gobernador civil de la provincia de Almería, director general de Correos (septiembre de 1873) y secretario personal de su primo. Fue el artífice del establecimiento del uso de la tarjeta postal. Tras el golpe de Estado del general Pavía abandonó sus cargos, dedicándose al periodismo. Más tarde apoyó la propuesta de Eleuterio Maisonnave para que el Partido Republicano participara en las elecciones de 1879.